# 32533 Tranpham
32533 Tranpham è un asteroide della fascia principale. Scoperto nel 2001, presenta un'orbita caratterizzata da un semiasse maggiore pari a 2,3319000 UA e da un'eccentricità di 0,1268660, inclinata di 7,42361° rispetto all'eclittica.